# Manoel Gonçalves Ferreira Filho
Manoel Gonçalves Ferreira Filho (São Paulo, 21 de junho de 1934) é um jurista, advogado, político e professor brasileiro. Entre outros cargos, foi professor titular da Universidade de São Paulo, vice-governador do Estado de São Paulo e senador.
Em 20 de abril de 2017, foi agraciado com a Grã-Cruz da Ordem da Instrução Pública, de Portugal.

## Carreira

### Formação
Manoel Gonçalves Ferreira Filho cursou o ginasial e o colegial no Colégio São Luís. Formou-se em direito pela Faculdade de Direito da Universidade de São Paulo em 1957. Concluiu o doutorado pela Universidade de Paris em 1960 e recebeu o título de livre-docente pela USP em 1965.

### Advocacia e carreira política
Passou a exercer a advocacia a partir de 1960. Foi assessor jurídico do Secretário da Fazenda do Estado de São Paulo (1969), chefe de gabinete do Ministério da Justiça (1969-1970), secretário do Conselho de Defesa dos Direitos da Pessoa Humana (1969-1971) e secretário-geral do Ministério da Justiça (1970-1971), chegando a assumir interinamente o cargo de ministro da Justiça, em 1970, substituindo o titular Alfredo Buzaid.
Foi vice-governador do Estado de São Paulo de 1975 a 1979, durante o governo de Paulo Egydio Martins. Também foi secretário de Estado da Administração (1982) e da Justiça (1982-1983) de São Paulo, no governo de José Maria Marin. Integrou o Conselho Estadual de Educação de São Paulo de 1981 a 1983, e o Conselho Federal de Educação de 1983 a 1994, tendo sido seu presidente de 1991 a 1994.
Foi eleito suplente de senador em 1978, tendo exercido temporariamente o mandato em 1982.

### Docência
Lecionou direito constitucional e introdução à ciência do direito na Pontifícia Universidade Católica de São Paulo de 1960 a 1968. Em 1969, tornou-se professor titular de direito constitucional da Faculdade de Direito da Universidade de São Paulo, da qual foi diretor de 1973 a 1974.
Em 2004, foi aposentado compulsoriamente como professor da USP, ao atingir a idade limite do serviço público, então de 70 anos. Em 2009, recebeu o título de professor emérito daquela instituição.

## Principais obras
- Curso de Direito Constitucional. São Paulo: Saraiva, 1967.
- A democracia possível. São Paulo: Saraiva, 1972.
- Direitos Humanos Fundamentais - 14ª ed - São Paulo: Saraiva, s/d.
- O Parlamentarismo. São Paulo: Saraiva, 1993.
- Constituição e Governabilidade. São Paulo: Saraiva, 1995.